# Gosso Ibrahim Ouoro
Gosso Ibrahim Ouoro, né vers 1938 à Toéni et mort le 20 janvier 2011 au Burkina Faso, est un judoka burkinabé.

## Biographie
Il évolue à partir de 1960 au Judo Club de Ouagadougou et est sacré champion de Haute-Volta de 1961 à 1979. Il est médaillé de bronze aux Jeux de l'Amitié à Abidjan en 1961 et médaillé d'argent aux championnats d'Afrique 1967 à Abidjan.
Il meurt d'un accident de la circulation le 20 janvier 2011.